# إريك لوكين
إريك لوكين (بالإنجليزية: Eric Lukin)‏ هو لاعب كرة قدم أمريكي، ولد في 14 يونيو 1979 في الولايات المتحدة.